# Neottiglossa
Neottiglossa is een geslacht van wantsen uit de familie schildwantsen (Pentatomidae). Het geslacht werd voor het eerst wetenschappelijk beschreven door William Kirby in 1837.

## Soorten
Het genus bevat de volgende soorten:

- Neottiglossa bifida (Costa, 1847)
- Neottiglossa flavomarginata (Lucas, 1849)
- Neottiglossa leporina (Herrich-Schäffer, 1830)
- Neottiglossa lineolata (Mulsant & Rey, 1852)
- Neottiglossa metallica Jakovlev, 1876
- Neottiglossa pusilla (Gmelin, 1790)

Subgenus Neottiglossa Kirby, 1837
- Neottiglossa trilineata (Kirby, 1837)
- Neottiglossa undata (Say, 1831)

Subgenus Texas Kirkaldy, 1904
- Neottiglossa cavifrons Stål, 1872
- Neottiglossa sulcifrons Stål, 1872
- Neottiglossa tumidifrons Downes, 1928